# Eminence Front
Eminence Front is een nummer van de Britse rockband The Who. Het nummer werd geschreven door leadzanger Pete Townshend en Glyn Johns nam de productie voor zijn rekening. In december 1982 werd het uitgebracht als tweede single van het tiende studioalbum van de band, It's Hard.

## Achtergrond
Townshend zingt in dit nummer over de waanzin en het drugsgebruik van rijke mensen. De tekst gaat over een feest waarbij mensen hun problemen verhullen achter een façade. Hierover zei hij in een interview: "Eminence Front is geschreven rond een akkoordprogressie die ik ontdekte op mijn trouwe Yamaha E70-orgel. Ik aarzel om uit te leggen waar het over ging. Het gaat duidelijk over de absurditeit van door drugs aangewakkerde grootsheid, maar of ik met de vinger naar mezelf of naar de cocaïnedealers van Miami Beach wees, valt me moeilijk te herinneren."
Het nummer is opgenomen in de soundtrack van de videogame Grand Theft Auto: San Andreas, waar het te beluisteren is op de virtuele radiozender K-DST. Ook wordt het gebruikt door de basketbalclub Dallas Mavericks. Hierover zei directeur marketing Matt Fitzgerald: "We hebben veel verschillende nummers geprobeerd tijdens ons laatste seizoen in de Reunion Arena. Op een dag luisterde ik in mijn auto naar een cd van The Who en Eminence Front kwam op. We hebben het geprobeerd, de Mavs-fans reageerden heel positief, dus het werd ons kenmerkende introductienummer voor spelers."

## Hitnoteringen en prijzen
Eminence Front bereikte in de Billboard Hot 100 de achtenzestigste plaats. Het stond uiteindelijk zes weken genoteerd in deze hitlijst. In Nederland kwam het niet in een hitlijst terecht.